# Маунт-Стерлінг (Кентуккі)
Маунт-Стерлінг (англ. Mount Sterling) — місто (англ. city) в США, в окрузі Монтгомері штату Кентуккі. Населення — 7558 осіб (2020).

## Географія
Маунт-Стерлінг розташований за координатами 38°3′55″ пн. ш. 83°56′55″ зх. д. / 38.06528° пн. ш. 83.94861° зх. д. (38.065328, -83.948728).  За даними Бюро перепису населення США в 2010 році місто мало площу 11,44 км², з яких 11,38 км² — суходіл та 0,06 км² — водойми.

## Демографія
Згідно з переписом 2010 року, у місті мешкало 6895 осіб у 2941 домогосподарстві у складі 1740 родин. Густота населення становила 603 особи/км².  Було 3376 помешкань (295/км²).
Расовий склад населення:
| - 90,3 % — білих - 6,1 % — чорних або афроамериканців - 0,7 % — азіатів - 0,1 % — корінних американців - 1,3 % — осіб інших рас |

До двох чи більше рас належало 1,6 %. Частка іспаномовних становила 3,3 % від усіх жителів.
За віковим діапазоном населення розподілялося таким чином: 23,3 % — особи молодші 18 років, 63,5 % — особи у віці 18—64 років, 13,2 % — особи у віці 65 років та старші. Медіана віку мешканця становила 36,2 року. На 100 осіб жіночої статі у місті припадало 91,4 чоловіків;  на 100 жінок у віці від 18 років та старших — 87,9 чоловіків також старших 18 років.
Середній дохід на одне домашнє господарство  становив 50 965 доларів США (медіана — 40 754), а середній дохід на одну сім'ю — 65 900 доларів (медіана — 54 722). Медіана доходів становила 40 039 доларів для чоловіків та 35 688 доларів для жінок. За межею бідності перебувало 24,0 % осіб, у тому числі 27,5 % дітей у віці до 18 років та 23,9 % осіб у віці 65 років та старших.
Цивільне працевлаштоване населення становило 3251 осіб. Основні галузі зайнятості: освіта, охорона здоров'я та соціальна допомога — 28,6 %, виробництво — 20,4 %, роздрібна торгівля — 11,5 %, мистецтво, розваги та відпочинок — 11,0 %.